# 제40회 베를린 국제 영화제
제40회 베를린 국제 영화제는 1990년 2월 9일에 열린 시상식이다.

## 수상 및 후보

### 황금곰상
- 뮤직 박스 - 코스타 가브라스 수상
- 줄 위의 종달새 - 이리 멘젤 수상

### 은곰상:심사위원상
- 꽃섬 - 호르헤 푸르타도 수상

### 은곰상:감독상
- 더 걸 - 미하엘 페어회벤 수상

### 은곰상:남자연기자상
- 사일런트 스크림 - 이아인 글렌 수상

### 은곰상:예술공헌상
- 커밍 아웃 - 하이너 카로프 수상

### 황금곰상:단편영화상
- 미스터타오 - 브루노 보제토 수상

### 황금곰상:명예황금곰상
- Oliver Stone 수상

### 은곰상:알프레드 바우어상
- 더 가드 - 알렉산드르 로고슈킨 수상

### 은곰상:공헌상
- 블랙 스노우 - 사비 수상

### 베를린카메라상
- Bernhard Wicki 수상
- Karel Vachek 수상
- Frank Beyer 수상
- Martin Landau 수상